# Descanso dominical
Albums de Mecano
'Entre el cielo y el suelo' 'Aidalai'
Singles
1. No hay marcha en Nueva York
2. Une femme avec une femme
3. Hijo de la Luna

Descanso dominical est le cinquième album du groupe espagnol de rock et pop Mecano.

## Histoire
L'album est sorti le 24 mai 1988 dans toute l'Europe, après le succès du disque Entre el cielo y el suelo (1986). 

## Présentation
Le titre de l'album fait référence aux paroles de l'un des singles, «El blues del esclavo». Il comprend les succès Mujer contra mujer et Hijo de la Luna.
Il est le disque espagnol le plus vendu en 1988.